# Svegs IK
Svegs IK är en idrottsklubb i Sveg i Sverige, som främst sysslar med cykling, fotboll, längdskidor och ishockey. Klubben bildades 1906.
Av personer i ledande ställning kan nämnas ishockeyordförande Henry Gråne (tidigt ansvarig för klimatfrågan inom Jämtlands hockeyförbund), samt förre fotbollsordföranden Bo Johansson, före detta ordförande för Föreningen Svensk Elitfotboll samt IF Elfsborg.
Andra kända namn som fostrats i klubben är OS-guldmedaljören i skidskytte Anna Carin Zidek (tidigare Olofsson) och världsmästarinnan i sprintstafett i längdskidor Ida Ingemarsdotter.